# Glenea ceylonica
Glenea ceylonica är en skalbaggsart som beskrevs av Stefan von Breuning 1958. Glenea ceylonica ingår i släktet Glenea och familjen långhorningar.
Artens utbredningsområde är Sri Lanka. Inga underarter finns listade i Catalogue of Life.